# Conjunto infinito
Na teoria dos conjuntos, um conjunto é infinito se possui uma correspondência biunívoca com um dos seus subconjuntos próprios. Um conjunto infinito pode ser enumerável ou não.

## Exemplos
- O conjunto de todos os números inteiros é um conjunto infinito enumerável.
- O conjunto de todos os números reais é um conjunto infinito não-enumerável.

## Teoria dos Conjuntos
Dentre os Axiomas de Zermelo-Fraenkel, o axioma do infinito garante a existência de (pelo menos) um conjunto infinito. É possível conceber sistemas de axiomas onde a sua negação é explícita, ou seja, em que todos os conjuntos são finitos.